# Monument à ceux qui sont tombés pour l'Espagne
Le monument à ceux qui sont tombés pour l'Espagne (en espagnol : Monumento a los Caídos por España) est un monument commémoratif situé dans la ville de Madrid, en Espagne.

## Situation
Le monument s'élève au milieu de la place de la Loyauté, près du cours du Prado, dans l'arrondissement du Retiro.

## Histoire
Le monument se dresse à l'endroit même où le général Murat a fait fusiller de nombreux madrilènes après le soulèvement du 2 mai 1808. Après diverses tentatives de créer un monument en hommage à tous les combattants anonymes morts pendant ces deux jours, le 21 avril 1821 est posée la première pierre du monument conçu par l'architecte Isidro González Velázquez (1765–1840), vainqueur du concours créé à cet effet l'année précédente. Arrêtée après le retour de l'absolutisme en Espagne, la construction est reprise en 1836. L'inauguration est finalement célébrée le 2 mai 1840, jour anniversaire de l'événement. Il est alors appelé obélisque ou monument des Héros du Dos de Mayo.
Le 22 novembre 1985, le roi Juan Carlos Ier l'inaugure à nouveau comme monument « à la mémoire de tous ceux qui sont tombés pour l'Espagne ». Une flamme éternelle perpétue le souvenir de tous les martyrs tombés pour l'Espagne. Le monument rejoint ainsi la liste des nombreux mémoriaux élevés un peu partout dans le monde ayant un caractère de symbole national et qui portent fréquemment le nom de tombe du soldat inconnu.

## Description
Le monument a une base carrée, dont la face ouest abrite un sarcophage avec les cendres des madrilènes fusillés le 3 mai. Plus haut, la corniche supérieure de cette base présente un médaillon en bas-relief avec les effigies des capitaines Luis Daoíz et Pedro Velarde. Au-dessus de la base, on trouve un autre corps de dimensions plus petites sur lequel sont érigées des statues allégoriques représentant la constance, le courage, la vertu et le patriotisme. Finalement, se dresse un obélisque en pierre de 46 mètres de haut.